# Браганса (Португалия)
Брага́нса (порт. Bragança [bɾɐ'gɐ̃sɐ], мирандск. Bergança, Bergáncia) — город в Португалии, центр одноимённого муниципалитета в составе округа Браганса. Численность населения — 20,3 тыс. жителей (город), 34,6 тыс. жителей (муниципалитет). Город и муниципалитет входит в экономико-статистический регион Северный регион и субрегион Алту-Траз-уж-Монтиш. По старому административному делению входил в провинцию Траз-уж-Монтиш и Алту-Дору.

## География и климат
Город расположен в 400 км на северо-восток от столицы Португалии города Лиссабона.
Муниципалитет граничит:
- на севере — Испания
- на юго-востоке — муниципалитет Вимиозу
- на юго-западе — муниципалитет Маседу-де-Кавалейруш
- на западе — муниципалитет Виньяйш

| Показатель                                             | Янв.  | Фев.  | Март  | Апр. | Май  | Июнь | Июль | Авг. | Сен. | Окт.  | Нояб. | Дек.  | Год   |
| ------------------------------------------------------ | ----- | ----- | ----- | ---- | ---- | ---- | ---- | ---- | ---- | ----- | ----- | ----- | ----- |
| Абсолютный максимум, °C                                | 20,4  | 20,4  | 25,7  | 25,6 | 33,6 | 36,9 | 38,8 | 39,5 | 37,7 | 30,6  | 22,4  | 18,8  | 39,5  |
| Средний суточный максимум, °C                          | 8,8   | 11,4  | 15,1  | 16,3 | 20,0 | 25,5 | 29,2 | 29,1 | 25,1 | 18,4  | 12,8  | 9,5   | 18,4  |
| Средняя температура, °C                                | 4,5   | 6,2   | 9,2   | 10,7 | 14,0 | 18,8 | 21,7 | 21,6 | 18,4 | 13,1  | 8,3   | 5,5   | 12,7  |
| Средний суточный минимум, °C                           | 0,2   | 0,9   | 3,2   | 5,1  | 8,0  | 12,0 | 14,2 | 14,0 | 11,6 | 7,9   | 3,7   | 1,3   | 6,8   |
| Абсолютный минимум, °C                                 | −11,4 | −11,6 | −10,2 | −5,1 | −2   | 3,4  | 4,4  | 4,4  | 1,4  | −3,8  | −8,6  | −9,7  | −11,6 |
| Норма осадков, мм                                      | 92,8  | 62,4  | 65,2  | 65,2 | 65,0 | 35,4 | 15,4 | 17,4 | 47,7 | 102,2 | 92,4  | 121,6 | 772,8 |
| Источник: pt:Instituto Português do Mar e da Atmosfera |       |       |       |      |      |      |      |      |      |       |       |       |       |

## Население
| Население муниципалитета Браганса (1801—2004) | Население муниципалитета Браганса (1801—2004) | Население муниципалитета Браганса (1801—2004) | Население муниципалитета Браганса (1801—2004) | Население муниципалитета Браганса (1801—2004) | Население муниципалитета Браганса (1801—2004) | Население муниципалитета Браганса (1801—2004) | Население муниципалитета Браганса (1801—2004) | Население муниципалитета Браганса (1801—2004) |
| --------------------------------------------- | --------------------------------------------- | --------------------------------------------- | --------------------------------------------- | --------------------------------------------- | --------------------------------------------- | --------------------------------------------- | --------------------------------------------- | --------------------------------------------- |
| 1801                                          | 1849                                          | 1900                                          | 1930                                          | 1960                                          | 1981                                          | 1991                                          | 2001                                          | 2004                                          |
| 27 961                                        | 16 929                                        | 30 513                                        | 29 750                                        | 37 553                                        | 35 380                                        | 33 055                                        | 37 170                                        | 37 194                                        |

## История
Город основан в 1187 году. В ходе Семилетней войны город был занят испанскими войсками 16 мая 1762 года.

## Достопримечательности
Один из самых крупных по площади городов Португалии (1173,93 км².). 
Домус муниципалис (ратуша) — важный памятник романской архитектуры.

## Районы
| - Алфайан - Авеледа и Риу-де-Онор (до реформы 2012—2013 годов — отдельные районы Авеледа и Риу-де-Онор) - Бабе - Басал - Каррагоза - Каштрелуш и Карразеду (до реформы 2012—2013 годов — отдельные районы Каштрелуш и Карразеду) - Каштру-де-Авеланш - Коэльозу - Донаи - Эшпиньозела - Франса - Жимонде - Гондезенде | - Гоштей - Грижо-де-Парада - Изеда, Калвелье и Парадинья-Нова (до реформы 2012—2013 годов — отдельные районы Изеда, Калвелье и Парадинья-Нова) - Маседу-ду-Мату - Мильян - Мош - Ногейра - Отейру - Парада и Фаилде (до реформы 2012—2013 годов — отдельные районы Парада и Фаилде) - Парамиу - Пинела - Кинтанилья - Кинтела-де-Лампасаш - Рабал | - Ребордаиньюш и Помбареш (до реформы 2012—2013 годов — отдельные районы Ребордаиньюш и Помбареш) - Реборданш - Риу-Фриу и Мильян (до реформы 2012—2013 годов — отдельные районы Риу-Фриу и Мильян) - Салсаш - Самил - Санта-Комба-де-Россаш - Сан-Жулиан-де-Паласиуш и Дейлан (до реформы 2012—2013 годов — отдельные районы Сан-Жулиан-де-Паласиуш и Дейлан) - Сан-Педру-де-Саррасенуш - Се, Санта-Мария и Мейшеду (до реформы 2012—2013 годов — отдельные районы Се, Санта-Мария и Мейшеду) - Сендаш - Серапикуш - Сортеш - Зойю |

## Города-побратимы
Леон, Испания (2006)